# Лорьоль-дю-Конта
Лорьо́ль-дю-Конта́ (фр. Loriol-du-Comtat) — коммуна во французском департаменте Воклюз региона Прованс — Альпы — Лазурный Берег. Относится к  кантону Карпантра-Нор.	

## Географическое положение

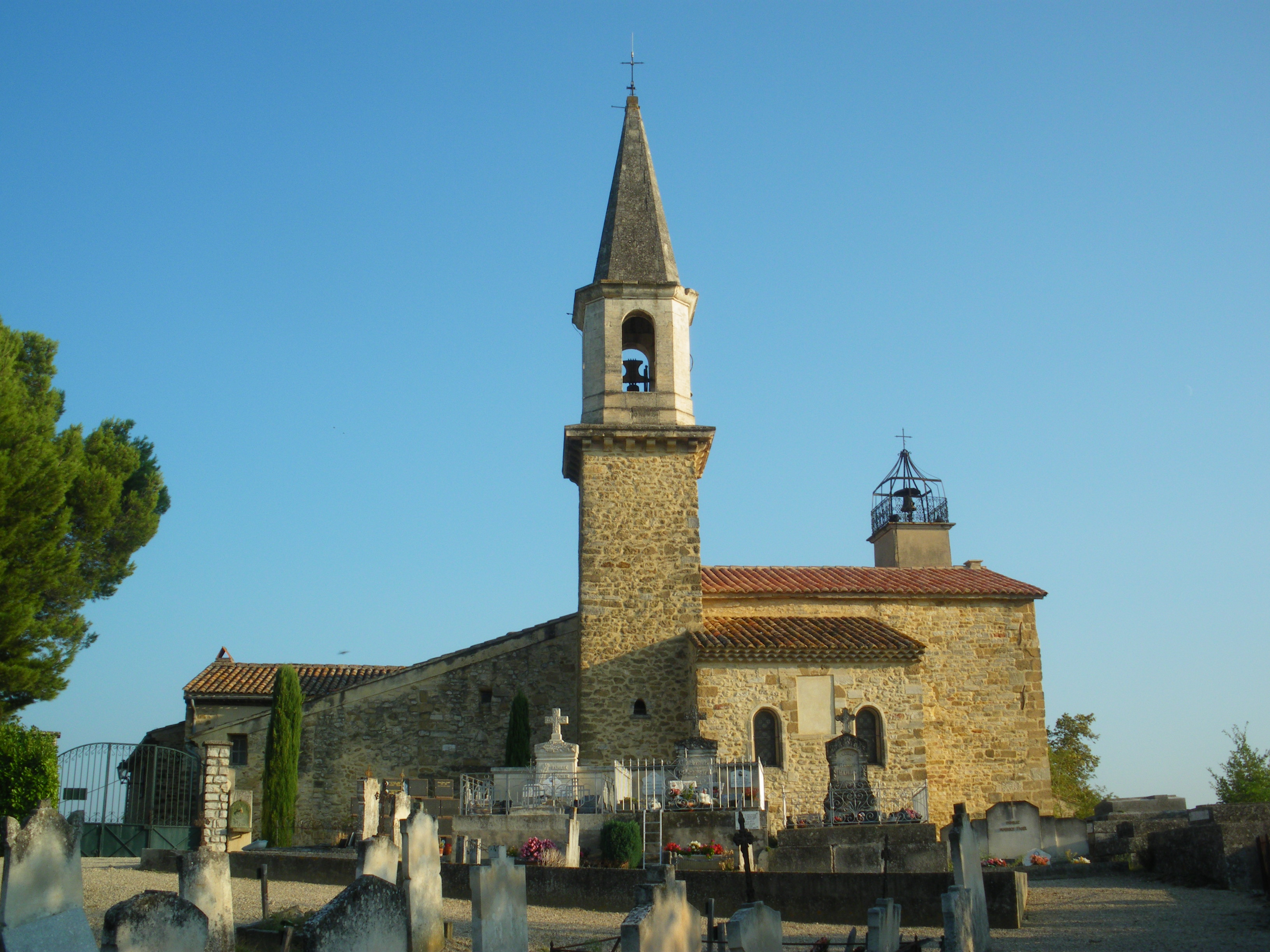
Церковь святого Петра и кладбище в Лорьоль-дю-Конта.

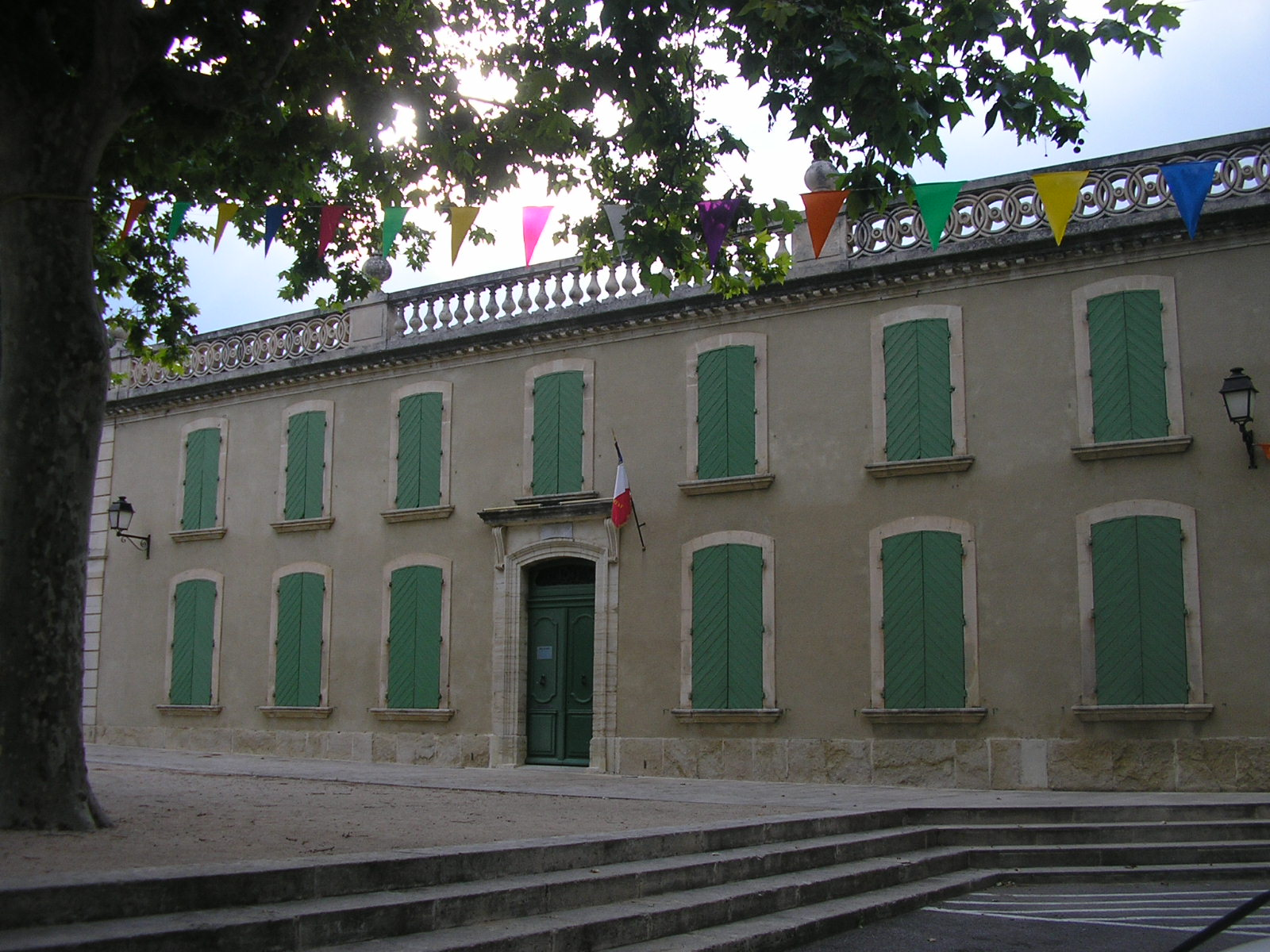
Мэрия.

Лорьоль-дю-Конта расположен в 21 км к юго-востоку от Авиньона. Соседние коммуны: Обиньян на северо-востоке, Карпантра на юго-востоке, Саррьян на западе.

### Гидрография
Коммуна стоит на реке Мед чуть выше устья Брегу.

## Демография
Население коммуны на 2010 год составляло 2390 человек.
| 1962 | 1968 | 1975 | 1982 | 1990 | 1999 | 2010 |
| ---- | ---- | ---- | ---- | ---- | ---- | ---- |
| 875  | 903  | 1191 | 1426 | 1710 | 1870 | 2390 |